# برنارد لامار
برنارد لامار (بالإنجليزية: Bernard Lamarre)‏ (و. 1931 – 2016 م) هو مهندس من كندا، ولد في ساغينيه.
توفي في مونتريال.

## التعليم
تعلم في جامعة مونتريال، وإمبريال كوليدج لندن.

## جوائز
حصل على جوائز منها:
- Grand Officer of the National Order of Quebec (2013)[4]
- Officer of the Order of Canada (1985)
- Ordre du Mérite (1983).